# Robert Ford
Robert Newton "Bob" Ford (Condado de Ray, 31 de janeiro de 1862 - Creede, 8 de junho de 1892) foi um criminoso americano, mais conhecido por matar seu líder de gangue Jesse James em 1882. Ford foi morto por Edward O'Kelley com um tiro de espingarda. Ele foi enterrado em Creede e depois enterrado no Cemitério de Ray Richmond County, com a frase "O homem que matou Jesse James" escrita em sua lápide.

## Após a morte de Jesse James
Após ter assassinado Jesse James, este foi buscar a recompensa, mas esta lhe foi negada, e ele foi acusado de homicídio, mas logo foi absolvido. Depois ficou alguns anos ganhando dinheiro viajando em turnês pelos Estados Unidos tirando fotos com o público sob a campanha "Tire uma Foto com o Homem que Matou Jesse James" e encenando em teatros o momento em que assassinou Jesse.

## Últimos anos
Em 26 de dezembro de 1889, Robert Ford sobreviveu a uma tentativa de assassinato por um homem em um bar em Kansas City (Kansas). Anos após, abriu um bar em Walsenberg, no estado de Colorado. Quando a prata foi descoberta em Creede, Ford se mudou para lá e em 29 de maio de 1892, abriu novamente um bar. Seis dias depois, houve um incêndio local e Robert manteve o bar como uma tenda.

## Morte
Em 8 de junho de 1892, Edward O'Kelley entrou na barraca com uma espingarda de cano duplo e de acordo com as testemunhas no local, ele disse "Olá, Bob", e ao se virar para ver quem era, deu dois tiros na garganta de Robert, que morreu instantaneamente. 